# شبگرد ساوانا
شبگرد ساوانا (نام علمی: Caprimulgus affinis) نام یک گونه از تیره شبگردان است.